# Falha de Enriquillo-Plantain Garden

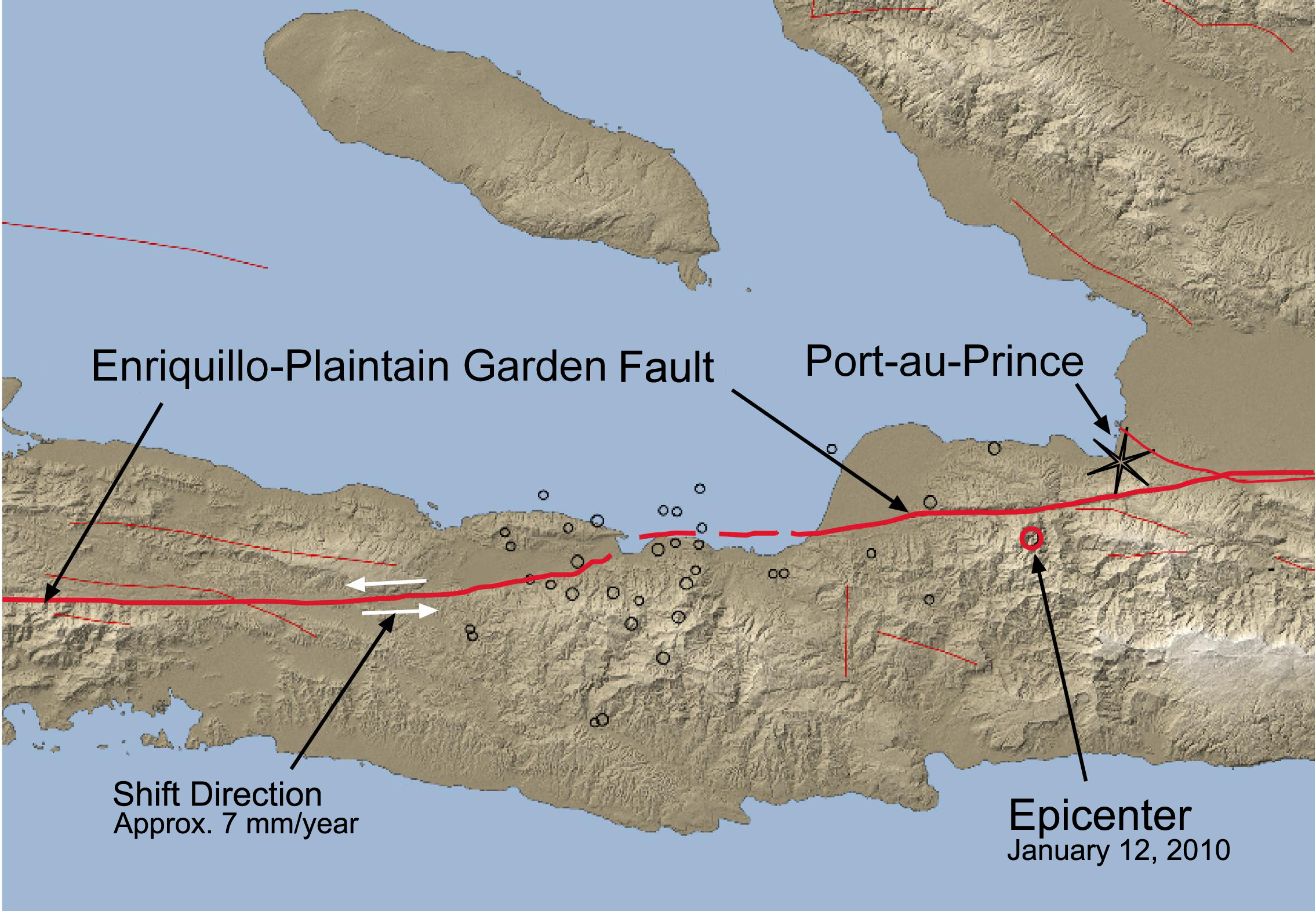
Falha de Enriquillo na ilha de Hispaniola. O círculo vermelho foi o epicentro do terremoto de 2010 no Haiti, as setas brancas indicam a direção de movimentação das placas tectônicas.

A Falha de Enriquillo-Plantain Garden e uma falha geológica que passa pelo lado sul da ilha de Hispaniola, onde encontram-se a República Dominicana e o Haiti. A falha recebe esse nome por causa do Lago Enriquillo na República Dominicana, onde a falha tem sua origem, e se estende através da parte sul da Ilha de Hispaniola e do Mar do Caribe até a região do Rio Plantain Garden na Jamaica.

## Terremotos relevantes
O sismo do Haiti de 2010 foi um terremoto catastrófico que teve seu epicentro a cerca de 25 quilômetros da capital haitiana, Porto Príncipe, e foi registrado às 16h 53min 10s do horário local (21h 53min 10s UTC), na  terça-feira, 12 de janeiro de 2010. O abalo alcançou a magnitude 7,0 Mw e ocorreu a uma profundidade de 13 km (8,1 mi). O Serviço Geológico dos Estados Unidos registrou uma série de pelo menos 33 réplicas sismológicas, 14 das quais eram de de magnitude 5,0Mw a 5,9Mw. O Comitê Internacional da Cruz Vermelha estima que cerca de três milhões de pessoas foram afetadas pelo sismo; o Ministro do Interior Haitiano Paul Antoine Bien-Aimé, atecipou em 15 de janeiro que o desastre teria tido como consequência a morte de 100 000 a 200 000 pessoas.